# Nat Lofthouse
Nathaniel Lofthouse – detto Nat – (Bolton, 27 agosto 1925 – Bolton, 15 gennaio 2011) è stato un calciatore e allenatore di calcio britannico, di ruolo attaccante.
È morto il 15 gennaio 2011, all'età di 85 anni, a Bolton.
È ufficiale dell'Ordine dell'Impero Britannico dal 1º gennaio 1994. È inoltre membro della Hall of Fame del calcio inglese sin dalla sua creazione, nel 2002.

## Carriera

### Giocatore

#### Club
Nato a Bolton, Lancashire, nel 1925, Lofthouse venne ingaggiato dal Bolton Wanderers nel settembre del 1939 ed esordì in prima squadra in una vittoria per 5-1 contro il Bury il 22 marzo 1941 segnando due reti. La prima volta in campionato con la sua squadra fu contro il Chelsea il 31 agosto 1946, quando realizzò due reti in una sconfitta per 4-3.
Nel 1953 fu proclamato giocatore inglese dell'anno. Segnò anche nella famosa finale della FA Cup - conosciuta come la "Finale di Stanley Matthews". In quella edizione Lofthouse segnò anche in tutte le partite precedenti. Inoltre si aggiudicò la classifica dei marcatori in campionato con 30 reti.
Il 3 maggio 1958, quasi cinque anni dopo quella finale, Lofthouse guidò il Bolton alla vittoria nella finale di Coppa d'Inghilterra contro il Manchester United segnando, con la fascia di capitano, entrambe le reti del 2-0 finale.
Si ritirò dall'attività nel gennaio del 1960 dopo un infortunio alla caviglia. Del Bolton, unica squadra della sua carriera, è il miglior marcatore di sempre con un totale di 285 reti.
È settimo nella classifica dei marcatori di tutti i tempi del campionato inglese.

#### Nazionale
Il 25 maggio 1952 segnò il secondo gol dell'Inghilterra nella vittoria per 3–2 contro l'Austria.
Complessivamente collezionò 33 presenze con la maglia della Nazionale tra il 1950 e il 1958, segnando 30 reti.

### Allenatore e dirigente
Dopo il ritiro dal calcio giocato, Lofthouse divenne assistente allenatore a Burnden Park nel luglio del 1961 e allenatore in capo nel 1968. Dopo essere stato direttore amministrativo, manager e aver ricoperto molti ruoli in società, nel 1986 ne divenne infine presidente.

## Palmarès
- Coppa d'Inghilterra: 1

Bolton Wanderers: 1957-1958
- Charity Shield: 1

Bolton Wanderers: 1958